# Julio Gonzalo Ramírez
Julio Gonzalo Ramírez (Villaguay, Provincia de Entre Ríos, Argentina, 25 de mayo de 1992) es un futbolista argentino. Juega como mediocampista y su primer equipo fue San Lorenzo de Almagro. Actualmente milita en Club Atlético Central Norte de Salta.

## Clubes
| Club                          | País      | Año           |
| ----------------------------- | --------- | ------------- |
| San Lorenzo de Almagro        | Argentina | 2011-2013     |
| Almagro                       | Argentina | 2013-2014     |
| San Lorenzo de Almagro        | Argentina | 2014-2015     |
| Panserraikos FC               | Grecia    | 2015-2016     |
| Defensores de Pronunciamiento | Argentina | 2016-2018     |
| Sportivo Belgrano             | Argentina | 2018-2019     |
| San Martín (SJ)               | Argentina | 2019-2022     |
| Central Norte                 | Argentina | 2022-2023     |
| Sportivo Belgrano             | Argentina | 2023-Presente |